# Plusiodonta aborta
Plusiodonta aborta är en fjärilsart som beskrevs av Paul Dognin 1911. Plusiodonta aborta ingår i släktet Plusiodonta och familjen nattflyn. Inga underarter finns listade i Catalogue of Life.